# Diocese de Safim
A Diocese de Safim foi uma antiga diocese da Igreja Católica Romana portuguesa. Foi instituída após a conquista de Safim por Diogo de Azambuja, em 1506, tendo existido por alguns anos, até ao abandono da praça em 1542.
Foi seu último Bispo D. Gonçalo Pinheiro, depois Bispo de Tânger.[carece de fontes?]